# Ægte kartebolle
Ægte kartebolle (Dipsacus sativus) er en toårig plante med en stiv, opret vækst. Planten indeholder farvestof.
Ægte kartebolle ligner meget gærdekartebolle, men støttebladene i blomsterstanden stritter hos ægte kartebolle vinkelret ud, mens de er opadbøjede hos Gærde-Kartebolle . 

## Beskrivelse
Stænglerne er forgrenede i den øverste halvdel, og de er furede og udstyret med krumme torne. Støttebladene er korte, stive og ubøjelige. Bladene er i første omgang samlet som en roset ved jorden, men senere findes de også som modsat stillede stængelblade. To modsatstillede blades fod danner tilsammen et lille bæger, som ofte samler dug eller regn. Bladene er smalt ægformede med tandet rand. Begge bladsider er lysegrønne, og langs bladstilken og på midterribbens underside finder man stive torne.  
Blomstringen sker i juli-august. Blomsterne er samlet i endestillede, aflangt ægformde stande, der domineres af de stive støtteblade. De enkelte blomster er uregelmæssige og firetallige med lyserøde kronblade. Frugterne er nødder, der bliver siddende langt hen på vinteren.
Rodnettet er kraftigt og vidt udbredt. 
Højde x bredde og årlig tilvækst: 1,00 x 0,25 m (100 x 25 cm/år). 

## Hjemsted
Man anser planten for at høre hjemme i området omkring Middelhavet, men den er også naturaliseret i store dele af Vest-, Central- og Østeuropa samt i Nordamerika. Den foretrækker voksesteder i fuld sol, gerne på en veldrænet, tør og ikke sur jord. 
Ved en opgørelse af plantearter på Londons fælleder fandt man denne art voksende sammen med bl.a. alm. agermåne, draphavre, pastinak, alm. røllike, bibernelle, flitbladet kongelys, foderesparsette, lægeærenpris, opret hejre, rød kornel, 
sorthovedknopurt, vellugtende gulaks og vild hør
| Portal | Portal:Botanik |

## Note
1. ↑  Flere botanikere anser den for at være en variant af Gærde-Kartebolle (Dipsacus fullonum var. sativus)
2. ↑  NN: The Common Lands of Greater London Arkiveret 6. februar 2007 hos  Wayback Machine (engelsk)